# Tauernmoossee
Tauernmoossee är en sjö i Österrike.   Den ligger i förbundslandet Salzburg, i den centrala delen av landet, 300 km väster om huvudstaden Wien. Tauernmoossee ligger 2 018 meter över havet.
Trakten runt Tauernmoossee består i huvudsak av gräsmarker. Runt Tauernmoossee är det ganska glesbefolkat, med 34 invånare per kvadratkilometer.